# Albert Lacombe

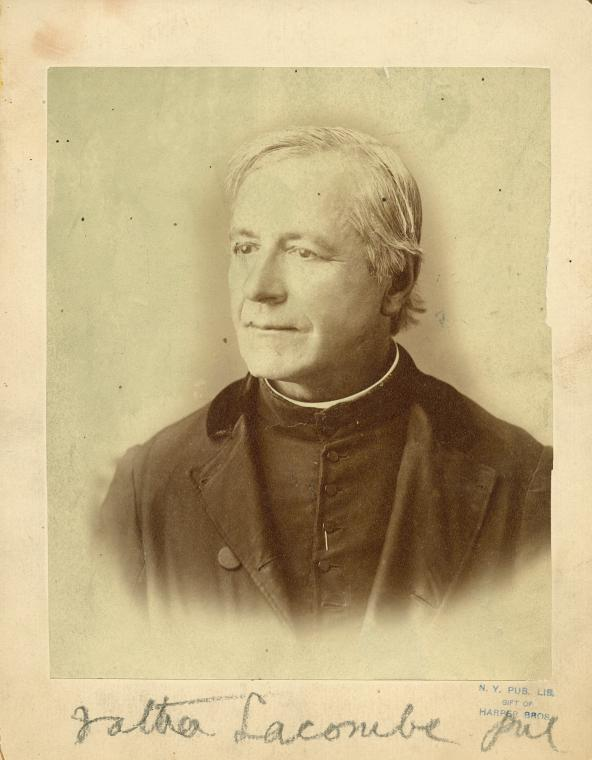
Albert Lacombe

Albert Lacombe (* 28. Februar 1827 in Saint-Sulpice, Québec; † 12. Dezember 1916 in Midnapore, Alberta), auch einfach bekannt als Father Lacombe, war ein französisch-kanadischer katholischer Missionar, der eine Rolle bei der Besiedelung des Westens von Kanada durch europäische Siedler spielte. Er gehörte dem Orden der Oblaten der makellosen Jungfrau Maria (Ordenskürzel: OMI) an.

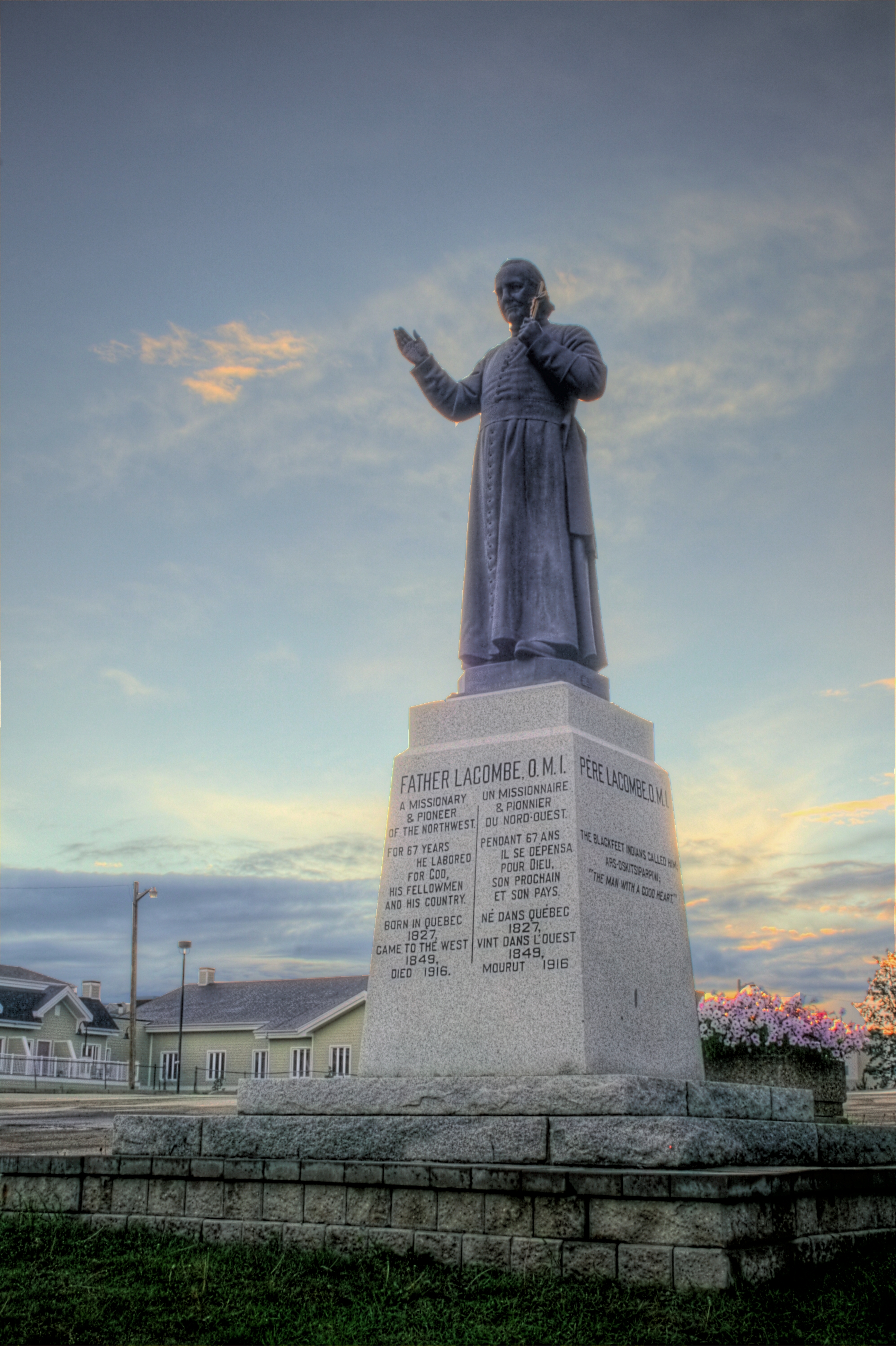
Statue von „Father Lacombe“ in St. Albert

## Leben
Bereits als Theologiestudent erwachte in Albert Lacombe der Wunsch, im Westen Kanadas als Missionar tätig zu sein. Nachdem er am 13. Juni 1849 in Saint-Hyacinthe die Priesterweihe empfangen hatte, wurde er zunächst nach North Dakota gesandt. 1852 erlaubte ihm der Bischof von Montréal Ignace Bourget, den Missionsbischof Alexandre-Antonin Taché OMI zum Red River zu begleiten, wo er in Lac Ste. Anne stationiert wurde.
Im Jahr 1855 begann er das Noviziat bei den Oblaten und er legte am 28. September 1856 seine Gelübde in der Gemeinschaft ab. Im Jahr 1860 beschlossen Bischof Taché und P. Lacombe, einen neuen Stützpunkt für ihre Missionstätigkeit zu wählen. Sie gründeten eine Missionsstation nördlich von Fort Edmonton und Bischof Taché benannte sie nach dem Namenspatron von P. Lacombe St. Albert. Hier fanden sie bessere Lebensbedingungen, aber auch eine bessere Ausgangsposition für die Mission unter den Cree- und Blackfoot-Indianern, die nach Fort Edmonton kamen, um dort Handel zu betreiben.
Aufgrund von Unstimmigkeiten innerhalb der Gemeinschaft, bat P. Lacombe bald darum, St. Albert verlassen und als Missionar bei den Cree- und Blackfoot-Indianern leben zu dürfen und so gründete er die Mission von Saint-Paul-des-Cris am nördlichen Saskatchewan River. P. Lacombe trat als Friedensstifter in den kriegerischen Auseinandersetzungen zwischen den beiden Stämmen auf.
1872 wurde er zum Generalvikar des Bistums St. Albert ernannt, aber schon 1874 ins Erzbistum Saint-Boniface versetzt, so dass er Bischof Taché unterstützen konnte, der die französisch-kanadische Kolonisierung vorantrieb. Später wurde er zum Generalvikar des Bistums Saint-Boniface ernannt. 1882 kehrte er in die Diözese St. Albert zurück. Mit den Blackfoot-Indianern handelte er in den folgenden Jahren den Bau der Eisenbahnstrecke der Canadian Pacific Railway durch ihr Gebiet aus und erreichte, dass sie sich 1885 nicht an der Nordwest-Rebellion beteiligten. 1890 zog er sich aus dem öffentlichen Leben zurück, um fortan als Eremit zu leben, aber bereits 1894 kehrte er ins Bistum Saint-Boniface zurück, wo er weiterhin mit Bischof Taché und später mit dessen Nachfolger Erzbischof Adélard Langevin zusammenarbeitete.

### Tod
Eines seiner letzten Werke war die Gründung eines Waisenhauses in Midnapore. Am 12. Dezember 1916 starb er in ebendiesem Waisenhaus. Er wurde in St. Albert neben Bischof Vital Grandin begraben.

## Gedenken
Die kanadische Bundesregierung, vertreten durch den für das Historic Sites and Monuments Board of Canada zuständigen Minister, ehrte Lacombe am 30. Mai 1932 für sein Wirken und erklärte ihn zu einer „Person von nationaler historischer Bedeutung“.
Heute sind eine Anzahl von Denkmälern, Gebäuden, Orten und historischen Stätten nach Lacombe benannt, darunter der Ort Lacombe in Alberta.